# HMHS 브리타닉

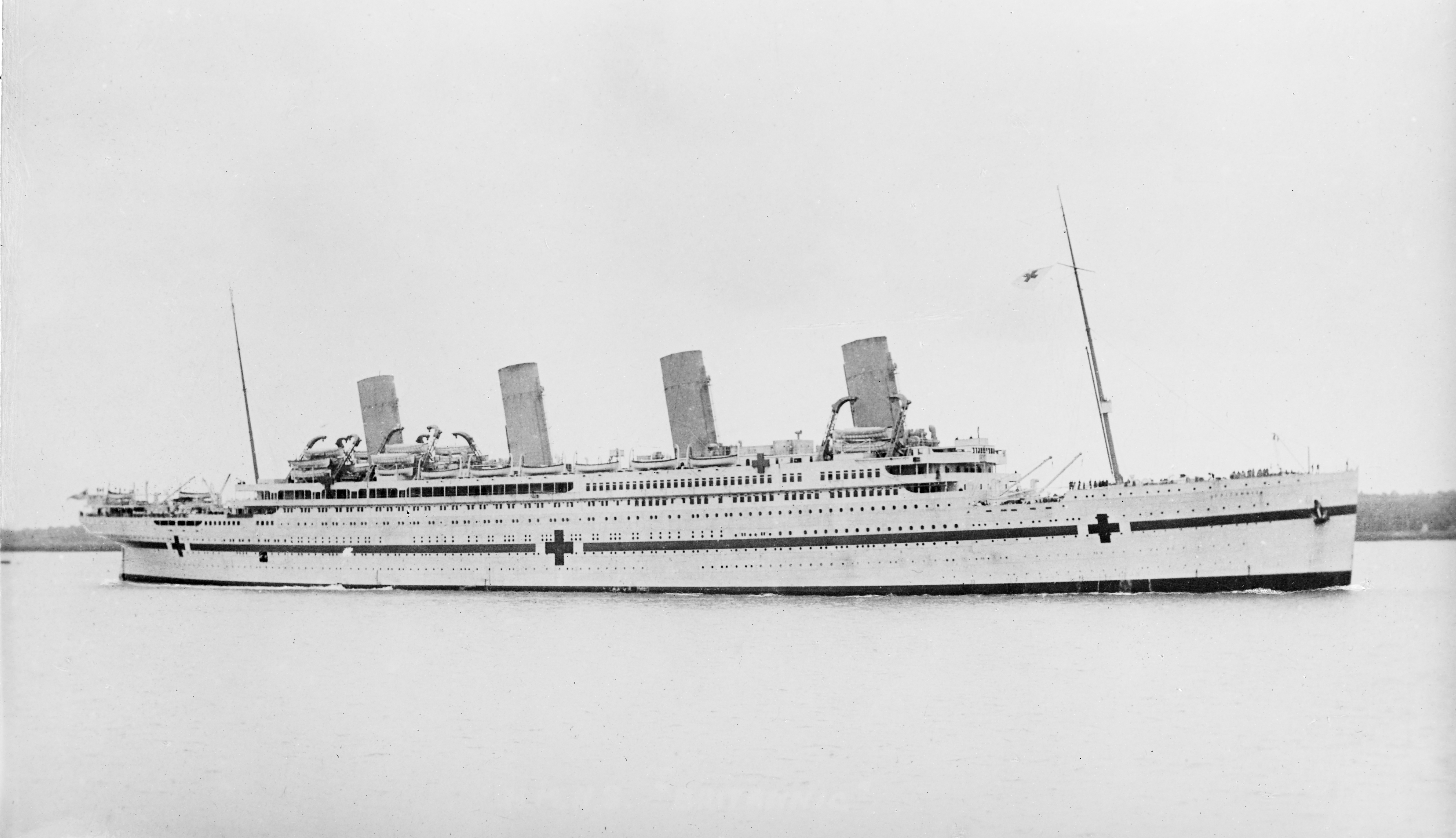
HMHS 브리타닉

HMHS 브리타닉(HMHS Britannic)은 대서양 횡단을 기반으로 만들어진 올림픽 클래스 올림픽 호, 타이타닉의 자매선이다. 할랜드 앤 울프에서 제작되었다. 원래 이름은 RMS Gigantic(자이갠틱)이였지만 타이타닉 침몰 후 HMHS britannic(브리타닉)으로 바뀌었다. 자매함인 올림픽호와 타이타닉호보다 늦게 진수 되었는데 타이타닉의 침몰로 수밀격벽 및 다른 부분에 설계를 바꾸어야 했기에 진수는 더 늦어졌고 1차 세계대전이 발발하여 징용되어 병원선으로 개조되었다. 그 후 몇 번의 항해를 하였고 어뢰의 폭발로 에게해에서 침몰하였다. 타이타닉 침몰 후 선박 안전에 대한 인식이 증가하면서 이에 관한 조약이 채결되었고 이후 선박의 정원을 초과하는 인원을 태울 수 있도록 크레인을 설치해 구명정을 늘렸는데 이는 이 배가 침몰할 때 사망자 수를 줄이는데 큰 도움이 되었다.

## 침몰
독일 U-Boat가 심어놓은 폭탄 공격으로 인한 폭발이 선체에 치명상을 입혔다. 선장은 배를 근처 섬에 좌초시켜 배를 구하려 했지만 결국 배를 포기하였는데 하필이면 구명정이 내려갈 때까지 배의 스크류가 계속 돌아가고 있었고,이로 인해 구명정이 프로펠러 날에 산산조각이 나고 33명의 사망자가 발생하였다. 다만 구명정이 충분히 구비되었기에 타이타닉에 비해 많은 사람들이 생존할 수 있었다. 바다에 빠진 사람들도 곧 스크루지호에 구조되었고 해수 온도도 타이타닉호의 경우처럼 차가웠던 편이 아니라서 그나마 생존자들이 오래 견딜 수 있었다.